# Zetel (politiek)

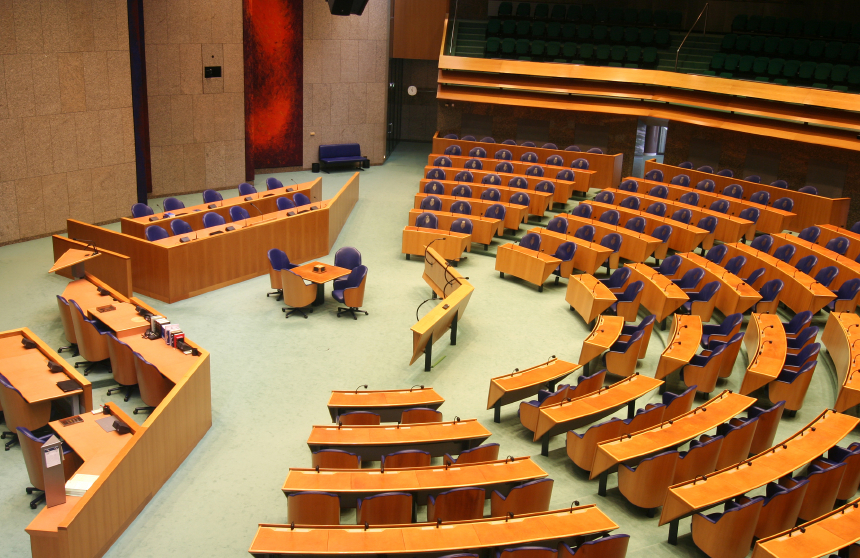
De vergaderzaal van de Tweede Kamer

Een politieke zetel, ook wel mandaat genoemd, is een plaats in een gekozen orgaan, zoals de ledenraad of het bestuur van een vereniging, en met name in de wetgevende macht (parlement, gemeenteraad enz.) in een land. Elke zetel wordt in principe bezet door één lid van dat orgaan. Als een lid overlijdt of ontslag neemt (de ‘zetel opgeeft’) wordt de zetel ‘vacant’; er wordt dan zo snel mogelijk een vervanger gekozen of aangewezen.
In Nederland heeft de Tweede Kamer bijvoorbeeld 150 zetels. Dat is een andere manier om te zeggen dat de Kamer 150 leden heeft (indien er geen zetels vacant zijn). Andere landen hebben andere hoeveelheden zetels in hun parlement. Zie voor deze aantallen de artikelen over de afzonderlijke volksvertegenwoordigingen. Het aantal zetels ligt gewoonlijk vast in de wet of zelfs in de grondwet. Een uitzondering vormen de landen met een hybride kiessysteem, zoals Duitsland: daar kent het fenomeen van de toegevoegde zetels wegens ‘overhangmandaten’.
Na verkiezingen wordt de uitslag veelal uitgedrukt in het aantal ‘zetels’ dat partijen hebben behaald – wat wederom op hetzelfde neerkomt als het aantal kandidaten dat namens die partijen is gekozen tot lid van de volksvertegenwoordiging. Bij stemmingen worden meestal voor het gemak de aantallen zetels van de verschillende fracties geteld die voor of tegen stemmen, in plaats van het aantal opgestoken handen. Zo kan de voorzitter snel uitrekenen of het voorstel een meerderheid heeft. Alleen bij hoofdelijke stemmingen is dat anders.
Een zetel in de Nederlandse Eerste Kamer of Tweede Kamer is ook daadwerkelijk een stoel (zetel): er zijn precies zoveel zetels aanwezig in de zaal als er leden zijn. Zoals op bijgaande foto te zien, zijn de zetels van de Tweede Kamerleden voorzien van het embleem van de Kamer, terwijl de stoelen voor de ambtenaren en in vak K egaal blauw zijn.